# Mikófalva, Heves
Mikófalva  este un sat în districtul Bélapátfalva, județul Heves, Ungaria, având o populație de 774 de locuitori (2011). 

## Demografie
Componența etnică a satului Mikófalva
     Maghiari (97,89%)
     Romi (1,2%)
     Necunoscut (0,9%)
     Alții (0,9%)
Componența confesională a satului Mikófalva
     Fără religie (6,59%)
     Reformați (2,97%)
     Necunoscută (90,44%)
     Alte religii (0,78%)
Conform recensământului din 2011, satul Mikófalva avea 774 de locuitori. Din punct de vedere etnic, majoritatea locuitorilor (97,89%) erau maghiari, cu o minoritate de romi (1,2%). Apartenența etnică nu este cunoscută în cazul a 0,9% din locuitori. Nu există o religie majoritară, locuitorii fiind persoane fără religie (6,59%) și reformați (2,97%). Pentru 90,44% din locuitori nu este cunoscută apartenența confesională.